# Ford End
Ford End är en by i Essex i England. Byn ligger 10,3 km från Chelmsford. Orten har 696 invånare (2015).